# Xã Cherry, Quận Sullivan, Pennsylvania
Xã Cherry (tiếng Anh: Cherry Township) là một xã thuộc quận Sullivan, tiểu bang Pennsylvania, Hoa Kỳ. Năm 2010, dân số của xã này là 1.705 người.